# Ротцо
Ротцо (итал. Rotzo) — коммуна в Италии, располагается в провинции Виченца области Венеция.
Население составляет 620 человек (2008 г.), плотность населения составляет 20 чел./км². Занимает площадь 28 км². Почтовый индекс — 36010. Телефонный код — 0424.
Покровителями коммуны почитаются святая Гертруда Нивельская и блаженный Августин, празднование 15 сентября. 
В XIII—XVIII веках город входил в состав Федерации Семи Общин на юге Тироля (Ротцо, Энего, Фодза, Азиаго, Галлио, Лузиана, Роана). ФСО была декларирована в 1310 году, de facto же существовала ещё с 1259 года. 20 февраля 1404 года Федерация Семи Общин объявила о присоединении к Венецианской республике, которая, со своей стороны, гарантировала их привилегии в течение следующих четырёх сотен лет. Соблюдалась гарантия чуть дольше: 403 года. Федерация была ликвидирована «наглой волею» Наполеона I, по его приказу, в 1807 году. На Венском конгрессе справедливость не была восстановлена — и территория Федерации отошла к Австрийской империи. 21 октября 1866 года, после поражения Австрии, территория ФСО была присоединена к Итальянскому королевству. Ныне она известна как «Семь муниципалитетов Плато» и в 2006 году была поделена между провинциями Виченца и Тренто. Ротцо осталось в провинции Виченца.

## Демография
Динамика населения:

## Администрация коммуны
- Официальный сайт: http://www.rotzo.net/